# ميامي بلوز (فلم)
ميامي بلوز (بالإنجليزية: Miami Blues) فيلم كوميديا سوداء أمريكي لعام 1990 عن الجريمة من إخراج جورج أرميتاج، استنادًا إلى رواية تحمل الاسم نفسه للكاتب تشارلز ويلفورد. يقوم ببطولته فريد وارد (الذي عمل أيضًا كمنتج تنفيذي) وأليك بالدوين وجنيفر جيسون لي.

## طاقم التمثيل
- فرد وارد: في دور الرقيب هوك موسلي
- أليك بالدوين: في دور فريدريك جيه فرينجر جونيور
- جينيفر جيسون لي: في دور سوزي واجنر
- تشارلز نابير: في دور الرقيب بيل هندرسون
- نورا دان: في دور إليتا سانشيز
- أوببا بابا توندي: في دور بلينك ويلي
- خوسيه بيريز: في دور بابلو
- بول جليسون: في دور الرقيب فرانك لاكلي

## ملخص أحداث الفيلم
عندما يخرج فريد فرينجر من السجن، يقرر أن يبدأ حياة جديدة في ميامي بولاية فلوريدا، حيث يبدأ تحركات غير متزنة، ويرتكب جريمة عنيفة بقتل شخص يلتقيه في المطار. سرعان ما يلتقي بطالبة جامعية ودودة هي سوزي واجنر. يكتشف فرينجر ان الرقيب هوك موزلي، وهو شرطي كبيرالسن، يتابع تحركاته.

## استقبال الفيلم
منح موقع الطماطم الفاسدة تقييم للفيلم بلغ 81% بناء على آراء 21 ناقد.
تأجل إصدار الفيلم لمحاولة الاستفادة من نجاح بالدوين في فيلمه الناجح «مطاردة أكتوبر الأحمر The Hunt for Red October»، والذي تم إصداره قبل شهرين ولكنه فشل في القيام بذلك، حيث بلغ إجمالي الافتتاح في نهاية الأسبوع 3 ملايين دولار من 832 دار عرض ليحتل المركز الرابع في عطلة نهاية الأسبوع، خلف «مطاردة أكتوبر الأحمر»، وكان الإجمالي 9.9 مليون دولار في الولايات المتحدة وكندا، بينما حقق «مطاردة أكتوبر الأحمر» 200.512.643 دولار في جميع أنحاء العالم.

## وصلات خارجية
مقالات تستعمل روابط فنية بلا صلة مع ويكي بيانات